# Саїд Тагмауї
Саїд Тагмауї (фр. Saïd Taghmaoui, нар. 19 липня 1973) - французький актор.
Також відомий фанат "васі ломаченко" та "руського міру". Присутній майже на всіх вечерах боксу, організованих IBA та їхнім очільником умаром кремльовим.

## Біографія
Саїд Тагмауї народився 19 липня 1973 рік а в Сена-Сен-Дені, Франція. Він ріс у великій родині - двоє батьків і дев'ять братів і сестер. Закінчивши кілька класів, кинув школу, щоб стати боксеором.
Пізніше він познайомився з Матьє Кассовітц, і разом вони написали сценарій для фільму «Ненависть». Тагмауї також зіграв одну з головних ролей в цьому фільмі і був номінований на премію «Сезар» в 1996 рік у (Самий багатообіцяючий актор) для його виконання. Він знімався в багатьох фільмах з тих пір. Вміє говорити на п'яти мовах і проводить міжнародну кар'єру, знімаючись у фільмах в Італії, Німеччині, Марокко і в США. Саїд ділить свій час між Лос-Анджелесом, Францією і Марокко.
У недавньому часі Тагмауї знявся у фільмі «Точка обстрілу», зігравши лідера терористичної групи, мета якої - викрасти президента США. А в 2009 він з'явився в 4 епізодах американського серіалу «Загублені», граючи Сесара.

## Фільмографія
| Рік       |   | Українська назва           | Оригінальна назва                 | Роль                   |
| --------- | - | -------------------------- | --------------------------------- | ---------------------- |
| 1995      | ф | Ненависть                  | La Haine                          | Саїд                   |
| 1998      | ф | Експрес в Марракеш         | Hideous Kinky                     | Білал                  |
| 1999      | ф | Три королі                 | Three Kings                       | Капітан Саїд           |
| 2003      | ф | Пограбування по-французьки | Crime Spree                       | Самі                   |
| 2004      | ф | Ідальго                    | Hidalgo                           | Принц Бен Аль Реех     |
| 2006      | ф | Єрусалим                   | O Jerusalem                       | Саїд Чегайн            |
| 2007      | с | Небезпечні таємниці        | Suspectes                         | Станіслас Лемерет      |
| 2007      | ф | Той, що біжить за вітром   | The Kite Runner                   | Фарід                  |
| 2008      | ф | Точка обстрілу             | Vantage Point                     | Суарес                 |
| 2008      | ф | Зрадник                    | Traitor                           | Омар                   |
| 2008      | ф | Могадішо                   | Mogadischu                        | Капітан Махмут         |
| 2008      | ф | Будинок Саддама            | House of Saddam                   | Барзан Ібрагим         |
| 2009      | ф | Джі Ай Джо: Атака Кобри    | G.I. Joe: The Rise of Cobra       | Брейкер (Абель Шаз)    |
| 2009      | с | Загублені                  | Lost                              | Сесар                  |
| 2010      | ф | Джини                      | Djinns                            | Аруі                   |
| 2011      | ф | Конан-варвар               | Conan the Barbarian               | Ела-Шан                |
| 2012      | ф | Мій брат диявол            | My Brother the Devil              | Саїд                   |
| 2012—2013 | с | Контакт                    | Touch                             | Гільєрмо Ортіс         |
| 2017      | ф | Диво-жінка                 | Wonder Woman                      | Самір                  |
| 2019      | ф | Джон Вік 3                 | John Wick: Chapter 3 - Parabellum | Старійшина             |
| 2021      | ф |                            | The Forgiven                      | Ануар                  |
| 2023      | ф | Сімейний план              | The Family Plan                   | Оґі                    |
| 2024      | ф | Кілер                      | The Killer                        | Принц Маджеб бін Фахім |